# アマスタチン
アマスタチン(Amastatin)は、天然に存在する競合的・可逆的アミノペプチダーゼ阻害剤で、Streptomyces sp. ME 98-M3から単離された。ロイシルアミノペプチダーゼ、アラニルアミノペプチダーゼ、細菌性ロイシルアミノペプチダーゼ、ロイシル/シスチニルアミノペプチダーゼに選択的で、グルタミルアミノペプチダーゼや他のアミノペプチダーゼにも若干効果がある。一方、アルギニルアミノペプチダーゼは阻害しない。
アマスタチンは、生体内でオキシトシンとバソプレッシンの中枢神経系への作用を増強することが分かっている。また、メチオニン-エンケファリン、ダイノルフィンAやその他の内因性ペプチドの分解も阻害する。